# Raduń (przystanek kolejowy)
Raduń – przystanek kolejowy w Raduniu, w województwie pomorskim, w Polsce. Według klasyfikacji PKP ma kategorię dworca lokalnego. Znajduje się około 500 m od drogi wojewódzkiej nr 235.

## Ruch pasażerski
| Rok  | Wymiana pasażerska na dobę |
| ---- | -------------------------- |
| 2017 | 0-9                        |
| 2022 | 0-9                        |

## Połączenia
- Chojnice
- Kościerzyna